# Anomoderus coquerelii
Anomoderus coquerelii är en skalbaggsart som beskrevs av Leon Fairmaire 1871. Anomoderus coquerelii ingår i släktet Anomoderus och familjen långhorningar.
Artens utbredningsområde är Madagaskar. Inga underarter finns listade i Catalogue of Life.